# Eiphosoma bogan
Eiphosoma bogan là một loài tò vò trong họ Ichneumonidae.